# Bóveda
Bóveda település Spanyolországban, Lugo tartományban. Bóveda O Incio, A Pobra do Brollón, Monforte de Lemos, O Saviñao és Paradela községekkel határos. Lakosainak száma 1409 fő (2024).

## Népesség
A település népessége az elmúlt években az alábbi módon változott:
| Lakosok száma | 2008 | 1866 | 1737 | 1669 | 1589 | 1571 | 1527 | 1481 | 1414 | 1409 |
|               | 2001 | 2004 | 2007 | 2009 | 2012 | 2014 | 2017 | 2019 | 2022 | 2024 |